# Verband Deutscher Eisenbahn-Ingenieure
Der Verband Deutscher Eisenbahn-Ingenieure (VDEI) ist der Berufsverband der Eisenbahningenieure im System „spurgeführter Verkehr“. Sein Ziel ist es, die technische und wissenschaftliche Entwicklung des Systems spurgeführter Verkehr zu fördern und für dessen verkehrspolitische Stärkung einzutreten.

## Geschichte
Der Verband Deutscher Eisenbahn-Ingenieure wurde am 10. Dezember 1949 in den Bahnhofsstuben des Bahnhofs Hamm (Westfalen) neu gegründet. Vorgängerorganisationen waren die bis 1933 bestehenden Vereinigungen der Bahnmeister und Eisenbahningenieure.
Ab Mai 1950 erschien die Vereinszeitschrift Zeitschrift des Vereins Deutscher Eisenbahn-Ingenieure, die seit Juni 1951 unter dem bis heute gültigen Titel EI - Der Eisenbahningenieur ausgegeben wird.
Der Verein wurde später in Verband Deutscher Eisenbahn-Ingenieure e. V. (VDEI) umbenannt.

## Berufsverband und Ziele
Der VDEI ist der Interessensvertreter der in den Systemen des spurgeführten Verkehrs tätigen Ingenieure. Er vertritt seine Mitglieder in berufspolitischen Belangen und setzt sich für die fachliche Weiterbildung ein.
Zu diesem Zweck veranstaltet der VDEI unter dem Dach seiner VDEI-Akademie für Bahnsysteme Fachtagungen, Seminare und fachtechnische Exkursionen.
Der VDEI ist nationales Zertifizierungsbüro zum Europäischen Eisenbahningenieur (EURAIL-ING) sowie Veranstalter der „iaf Internationale Ausstellung Fahrwegtechnik“ und des „iaf Kongresses BahnBau“.
Neben der monatlich erscheinenden Fachzeitschrift „EI - Der Eisenbahningenieur“  und dem jährlich erscheinenden „Eisenbahningenieurkompendium“ gibt der VDEI weitere Fachpublikationen heraus.
Der VDEI ist Mitglied im Zentralverband der Ingenieurvereine e. V. (ZBI), der als Dachverband mit über 40.000 Mitgliedern zu den größten Ingenieurverbänden Deutschlands zählt. Der VDEI ist durch Jürgen Murach im Präsidium des ZBI vertreten und arbeitet aktiv in den Gremien des ZBI mit.

## Mitglieder
Mitglieder sind Ingenieurbüros, bei Eisenbahnverkehrs- und Eisenbahninfrastrukturunternehmen, bei den Behörden des Bundes sowie Personen der Lehre und Forschung. Seine Mitglieder sind überwiegend in den Bereichen Architektur/Hochbau, Elektrotechnik, Leit- und Sicherungstechnik, Telekommunikation, Vermessungstechnik, Verkehrsplanung, Fahrzeugtechnik und Instandhaltung tätig.

## Organisation
Die Geschäftsstelle befindet sich in Frankfurt am Main. Die Betreuung der Mitglieder in den Regionen übernehmen die Bezirke. Die fachliche Arbeit findet in den Fachbereichen mit ihren Fachausschüssen statt. Der Bundeskongress ist das oberste Organ des VDEI. Der Bundesvorstand ist die höchste Verbandsführung zwischen den Bundeskongressen. Er besteht aus dem Mitgliedern der Präsidiums und den Bezirksvorsitzenden. Wichtige Entscheidungen, die nicht dem Bundeskongress vorbehalten sind, werden durch den Bundesvorstand getroffen. Das Präsidium repräsentiert den Verband nach innen und vor allem nach außen und ist das ständige Arbeitsorgan des Verbands. Der Beirat begleitet den VDEI konstruktiv kritisch. Er setzt sich zusammen aus Führungskräften aus dem Spektrum Bahnaufsichtsbehörde, führenden Firmen der Bahnbranche, Universitäten und den Bahnen.

### Fachbereiche
Der VDEI ist in die Fachbereiche Infrastruktur, Verkehrs- und Betriebssteuerung, Technische Ausrüstung und Fahrzeuge aufgegliedert.

### Bezirke
- Baden/Südpfalz
- Berlin/Brandenburg
- Essen
- Hamburg
- Hannover
- Hessen/Rheinland-Pfalz
- Köln
- Mecklenburg-Vorpommern/Nordbrandenburg
- Nordbayern
- Saarland/Rheinland-Pfalz
- Sachsen
- Sachsen-Anhalt
- Stuttgart
- Südbayern
- Thüringen

## Publikationen
Der VDEI ist Partner der Eisenbahnunternehmen und der politischen Mandatsträger. Er ist Veranstalter nationaler und internationaler Fachtagungen für Eisenbahntechnik. Der VDEI gibt monatlich die Publikationen EI - Der Eisenbahningenieur, die im deutschsprachigen Raum auflagenstärkste Fachzeitschrift für Schienenverkehr und Technik, sowie jährlich das »Eisenbahn Ingenieur Kompendium« (EIK) heraus.

## VDEI-Akademie für Bahnsysteme
Am 22. September 2010 wurde die VDEI-Akademie für Bahnsysteme gegründet, die mit Fachtagungen, Seminaren und Vorträgen zu aktuellen Themen Wissensplattform und Weiterbildungseinrichtung des Verbandes ist.